# 9. Infanterie-Brigade (Deutsches Kaiserreich)
Die 9. Infanterie-Brigade war ein Großverband der Preußischen Armee.

## Geschichte
Die 9. Infanterie-Brigade wurde am  5. November 1816 als Infanterie-Brigade der Truppen-Brigade in Frankfurt/Oder aufgestellt und erhielt am 29. April 1852 nach mehreren Umbenennungen  die Bezeichnung 9. Infanterie-Brigade. Sie war  Teil der 5. Division, die dem III. Armee-Korps in Berlin zugeordnet war.
1868 wurden die Landwehr-Bezirke neu geordnet und im Zuge dieser Maßnahme der Brigade die Landwehr-Einheiten 1. Brandenburgisches Landwehr-Regiment Nr. 8 mit Landwehr-Bataillon Frankfurt/O und Landwehr-Bataillon Küstrin und 5. Brandenburgisches Landwehr-Regiment Nr. 48 mit Landwehr-Bataillon Landsberg und Landwehr-Bataillon Woldenberg zugeteilt.
Von 1816 bis zur Demobilisierung im Jahr 1919 hatte sie ihren Standort in Frankfurt an der Oder.

### Gliederung
- 1820

Leib-Grenadier-Regiment „König Friedrich Wilhelm III.“ (1. Brandenburgisches) Nr. 8,
Infanterie-Regiment „Großherzog Friedrich Franz II. von Mecklenburg-Schwerin“ (4. Brandenburgisches) Nr. 24
- 1821 bis 1848

8. Infanterie-Regiment (gen.Leib-Regiment), Grenadier-Regiment „Prinz Carl von Preußen“ (2. Brandenburgisches) Nr. 12
- 1849

12. Infanterie-Regiment, Infanterie-Regiment „von Courbière“ (2. Posensches) Nr. 19
- 1850

2. Infanterie-Regiment, 9. Infanterie-Regiment (Colberg)
- 1851

Wie 1821 bis 1848
- 1852 bis 1859

8. Infanterie-Regiment (Leib-Infanterie-Regiment), 8. Landwehr-Regiment
- 1860 bis 1867

Leib-Grenadier-Regiment (1. Brandenburgisches) Nr. 8, 5. Brandenburgisches Infanterie-Regiment Nr. 48, 1. Brandenburgisches Landwehr-Regiment Nr. 8
- 1868 bis 1888

Wie vor, zusätzlich 1. Brandenburgisches Landwehr-Regiment Nr. 8, 5. Brandenburgisches Landwehr-Regiment Nr. 48
- 1889 bis 1914

Wie 1860 bis 1867, ohne Landwehr-Regiment Nr. 8
- Kriegsgliederung bei Mobilmachung

Wie vor

### Deutsch-Dänischer Krieg 1864
Im Deutsch-Dänischen Krieg war die Brigade im Verband der 5. Division an den Kämpfen beteiligt.

### Deutscher Krieg 1866
Im Krieg Preußens gegen das Kaisertum Österreich nahm die Brigade im Verband der 5. Division an den Schlachten bei Münchengrätz und Königgrätz sowie am 22. Juni 1866 am Gefecht bei Blumenau teil.

### Deutsch-Französischer Krieg 1870/1871
Im Deutsch-Französischen Krieg war die Brigade im Verband der 5. Division eingesetzt. Am 16. August 1870 starb ihr Kommandeur Generalmajor Wilhelm von Doering bei Vionville auf dem Schlachtfeld.

### Erster Weltkrieg
Mit der Mobilmachung im August 1914 musste die Brigade das Brigade Ersatz Bataillon 9 aufstellen und kam im Verband der 5. Division  ausschließlich an der Westfront zum Einsatz.
Zu den Kampfhandlungen, Gefechten und Schlachten siehe Kampfgeschehen der 5. Division.

### Brigadekommandeure
| Name                                       | Datum                                                    |
| ------------------------------------------ | -------------------------------------------------------- |
| 5. Infanterie-Brigade                      |                                                          |
| Friedrich August Wilhelm von Brause        | 24. September 1815 bis 18. Januar 1824                   |
| Friedrich Wilhelm Karl Franz von Anhalt    | 19. Januar 1824 bis 24. Februar 1826                     |
| Karl Friedrich Ludwig Georg von Uttenhoven | 25. Februar 1826 bis 29. März 1832                       |
| Ludwig von Rohr                            | 30. März 1832 bis 29. März 1839                          |
| Wilhelm von Werder                         | 30. März 1839 bis 6. April 1842                          |
| Adam von Klaette                           | 7. April 1842 bis 23. Februar 1846                       |
| Ferdinand von Voß-Buch                     | 24. Februar 1846 bis 8. März 1848                        |
| Wilhelm von Thümen                         | 9. März 1848 bis 2. August 1848                          |
| Karl von Schlieffen                        | 3. August 1848 bis 20. Juli 1849                         |
| Karl von Knobloch                          | 21. Juli 1849 bis 11. Oktober 1849                       |
| Philipp von Uttenhoven                     | 12. Oktober 1849 bis 2. Oktober 1850                     |
| Eduard d’Artois von Bequignolles           | 3. Oktober 1850 bis 29. April 1852                       |
| 9. Infanterie-Brigade                      |                                                          |
| Eduard d’Artois von Bequignolles           | 29. April 1852 bis 29. März 1856                         |
| Hans Herwarth von Bittenfeld               | 30. März 1856 bis 2. Mai 1858                            |
| Konstans Bernhard von Voigts-Rhetz         | 3. Mai 1858 bis 19. Januar 1859                          |
| Eugen von Le Blanc Souville                | 20. Januar 1859 bis 22. August 1860                      |
| Ferdinand von Prondzynski                  | 23. August 1860 bis 28. Januar 1863                      |
| Rudolf Leopold von Schlegell               | 29. Januar 1863 bis 17. April 1865                       |
| Gustav von Schimmelmann                    | 18. April 1865 bis 13. Juli 1870                         |
| Wilhelm von Doering                        | 14. Juli 1870 bis 16. August 1870, † in Frankreich       |
| Bernhard von Conta                         | 22. August 1870 bis 14. September 1874                   |
| Karl von Pressentin                        | 15. September 1874 bis 10. März 1876                     |
| Rudolf von Bercken                         | 11. März 1876 bis 17. November 1880                      |
| Alfred von Lewinski                        | 18. November 1880 bis 11. November 1885                  |
| Hermann von Malotki                        | 12. November 1885 bis 1. August 1888                     |
| Kuno von Falckenstein                      | 2. August 1888 bis 18. September 1888                    |
| Oscar von Sarwey                           | 19. September 1888 bis 17. November 1890                 |
| Ernst von Petersdorff                      | 18. November 1890 bis 13. Mai 1894                       |
| Wilhelm von Amann                          | 14. Mai 1884 bis 28. Juni 1895                           |
| Ludwig von Wildenbruch                     | 29. Juni 1895 bis 23. Mai 1898                           |
| Hugo von Zamory                            | 24. Mai 1898 bis 17. Mai 1901                            |
| Max von Boehn                              | 18. Mai 1901 bis 21. April 1905                          |
| Albano von Jacobi                          | 22. April 1905 bis 26. Januar 1906                       |
| Georg Konrad von der Goltz                 | 27. Januar 1906 bis 1. April 1909                        |
| Adalbert von Falk                          | 2. April 1909 bis 26. Januar 1912                        |
| Max Stumpff                                | 27. Januar 1912 bis 21. April 1914                       |
| Ernst von Doemming                         | 22. April 1914 bis 11. September 1914                    |
| Konrad Finck von Finckenstein              | 12. September 1914 bis 29. März 1915 (Auflösung)         |
| Alfred Eugen Richard Felix Dieterich       | 29. Januar 1919 bis 30. September 1919 (Demobilisierung) |